# مشروب لاسي
مشروب لاسي (بالإنجليزية: lassi)‏ هو مشروب هندي تقليدي شعبي نشأ في شبه القارة الهندية، (لاسي) هو مزيج من الزبادي والماء والتوابل وأحيانا الفواكه.
الاسي التقليدي قد يكون مالح المذاق أو حلو المذاق أو مخلوط بالتوابل، ويختلف طعمه حسب مكوناته.
في الديانات الهندية، يستخدم الاسي (اللبن) مع العسل أثناء أداء الطقوس الدينية. وهو أقل شيوعا من الاسي lassi المكون من الحليب والكركم حيث يشرب كمشروب ساخن ويستخدم عادة كعلاج شعبي لعلاج التهاب المعدة والأمعاء في الهند.
أما في الباكستان فيقدم الاسي المملح تقريبا مع كل أنواع الوجبات ويتم صنعه في المنزل بخض الحليب والماء والملح ويباع أيضا في معظم محلات الألبان التي تبيع الحليب واللبن، وتتوفر كلا الأصناف المالحة والحلوة.

## أنواع الاسي ومكوناته

### الاسي المالح

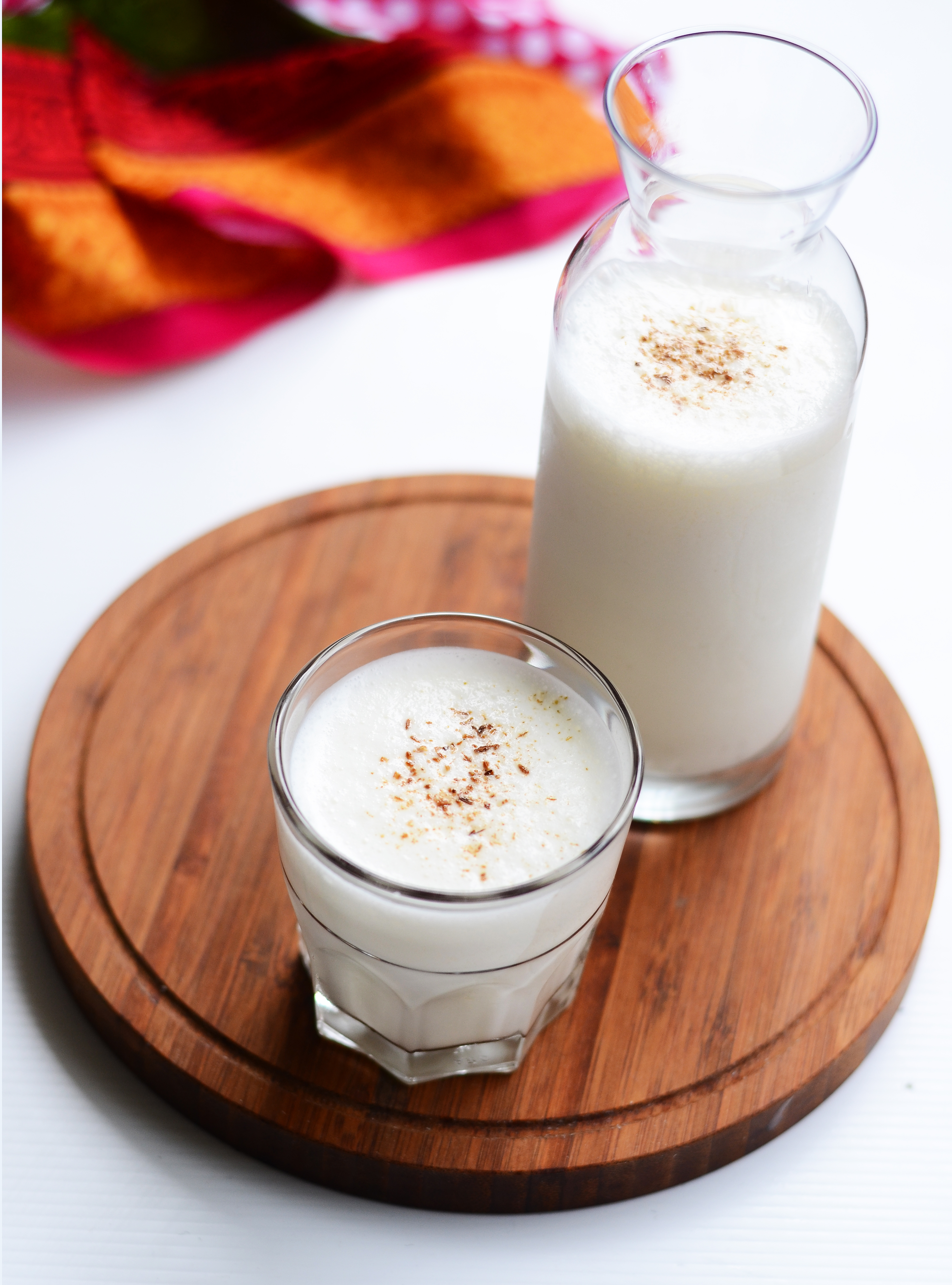
مشروب الاسي المالح

حيث يتكون من الحليب والماء والملح ويقدم مع الوجبات شائع جدا في الهند وبنجاب الباكستان

#### الاسي الحلو
ويتكون من تخمر اللبن بإضافة السكر وماء الورد والليمون والفواكه حيث قد تضاف الفراولة أو البرتقال، عادة ما يكون كريمي الشكل مليء بالقشدة.يشتهر عادة في راجستان الهند وسنده (sindh)في باكستان 

##### لاسيالمانجو
اكتسب لاسي المانجو شعبية في جميع أنحاء العالم وهو مصنوع من اللبن والحليب ولب المانجو، يمكن أن يصنع بإضافة السكر أو بدونه وهو متاح على نطاق واسع في المملكة المتحدة وماليزيا وسنغافورة والولايات المتحدة، وفي أجزاء من كندا وفي أجزاء أخرى من العالم.لاسي المانجو هو مشروب بارد قد يمزج مع الكريما أو الآيس كريم يتم تقديمه في كوب طويل القامة مع قش، وغالبا مع مكسرات الفستق.

### مشروب البانغ
شبيه بالاسي ولكن يحضر بإضافة الحشيش وهو قانوني يباع في أجزاء كثيرة من الهند، يقدم البانغ خصيصا في عيد الهولي والأعراس الهندية، له تأثيرات مشابهة لأشكال أخرى من الحشيش.

#### مشروب الشاس
مشروب شبيه أيضا بالاسي ويحضر من اللبن والماء ولكنه قليل الزبدة وكثير الماء والملح ويضاف اليه الكزبرة المطحونة، الكمون، الزنجبيل والفلفل الأخضر 
يقدم عادة مع الطعام وبعده. الشاس مشروب ذو شعبية واسعة في الهند.